# Dorothy Wall

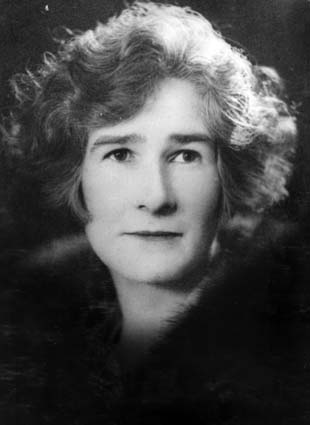
Dorothy Wall

Dorothy Wall (* 12. Januar 1894 in Kilbirnie, einem Stadtteil von Wellington, Neuseeland; † 21. Januar 1942 in Cremorne einem Stadtteil von Sydney, Australien) war eine in Neuseeland geborene australische Autorin und Illustratorin von Kinderbüchern.

## Frühes Leben
Dorothy Wall wurde am 12. Januar 1894 als Tochter der Eheleute Lillian Palethorpe und dem Soldaten James William Wall, in Wellington geboren. Beide Eltern waren um 1890 von England eingewandert. Nach Dorothys Geburt zog die Familie zunächst nach Port Chalmers, nahe Dunedin und 1905 nach Christchurch, wo Dorothy die East Christchurch Primary School besuchte. Im Alter von zehn Jahren gewann Dorothy ein Stipendium und studierte ab 1906 an der School of Art des Canterbury College. Als die Familie nach Wellington zog, wechselte sie zum Wellington Technical College. Nach Abschluss ihres Studiums begann sie ab 1912 im Pringle’s Art Shop in Wellington zu arbeiten, mit einer Tätigkeit, die sie nicht ausfüllte. In dieser Zeit reifte ihr Plan, nach Australien auszuwandern.

## Australien
Im Alter von 20 Jahren wanderte Wall dann nach Australien aus und ließ sich 1914 in Sydney nieder. Dort arbeitete sie zunächst für die australische Zeitung The Sun. Ihre erste Illustration, die sie in ihrer neuen Heimat veröffentlichte, war in dem monatlich erscheinenden Magazin für Literatur und Dichtung, The Lone Hand zu finden. 1920 erschien ihr erstes Kinderbuch Tommy Bear and the Zookies, in dem sie die Geschichte eines kleinen Bären erzählte und das Buch entsprechend illustrierte.
Am 4. November 1921 heiratete sie den Angestellten Andrew Delfosse Badgery in der St Alban’s Anglican Church im Stadtteil Five Dock, behielt aber ihren Namen bei. In dem Jahr illustrierte sie das Buch The Crystal Bowl : Australian Nature Stories von James John Hall und erlangte damit Anerkennung als Illustratorin von Kinderbüchern. Neben ihren eigenen Kinderbüchern illustrierte sie auch weiterhin Bücher anderer Autoren, wie z. B. Jacko, the Broadcasting Kookaburra von Brooke Nicholls aus dem Jahr 1933 oder The Amazing Adventures of Billy Penguin vom selben Autor aus dem Jahr 1934. Auch für Nellie Grant Cooper illustrierte sie das Buch Australians All. Bush Folk in Rhyme aus dem Jahr 1934.
Trotz des Erfolgs ihrer eigenen Bücher der Blinky-Bill-Serie hatte Wall Mühe sich finanziell über Wasser zu halten und sich beruflich zu etablieren. 1934 ließ sie sich von ihrem Mann scheiden, zog mit ihrem Sohn in den kleinen Ort Warrimoo in den Blue Mountains und schrieb ihrem Verleger Angus & Robertson einen Brief, in dem sie um Unterstützung bat. Dieser gab ihr dann zusätzliche Aufträge zur Illustration von Buchumschlägen. Auch bekam sie kleine Unterstützungen, indem sie ihre Figuren an amerikanische Filmgesellschaften oder ihr Blinky-Bill-Motiv an englische Porzellanmanufakturen verkaufen konnte. Doch dies reichte nicht aus, um leben zu können. Deprimiert und krank kehrte Wall 1937 nach Neuseeland zurück und wurde Illustratorin für den New Zealand Herald sowie für die Auckland Weekly News. Finanziell nun abgesichert kehrte sie im Juli 1941 nach Sydney zurück.
Sechs Monate später, am 21. Januar 1942, verstarb Dorothy Wall im Alter von nur 48 Jahren in Sydney im Stadtteil Cremorne an einer Lungenentzündung. Eines ihrer Werke, The Complete Adventures of Blinky Bill, erstmals 1939 veröffentlicht, wurde zwischen 1940 und 1965 insgesamt fünfzehn Mal neu aufgelegt.

## Werke
- 1920 – The Story of Tommy Bear and the Zookies. Triumph Print, Sydney 1920 (englisch).
- 1925 – The Rainy Day. Patterson & Beck, Sydney 1925 (englisch).
- 1933 – Blinky Bill, the Quaint Little Australian. Angus & Robertson, Sydney 1933 (englisch).
- 1934 – Blinky Bill Grows Up. Angus & Robertson, Sydney 1934 (englisch).
- 1934 – Bridget and the Bees. Methuen, London 1934 (englisch).
- 1935 – Brownie: The Story of a Naughty Little Rabbit. Angus & Robertson, Sydney 1935 (englisch).
- 1936 – Stout Fellows. Chum, Angelina Wallaby, Um-Pig and Flip. Halstead Printing, Sydney 1936 (englisch).
- 1937 – Blinky Bill and Nutsy. two little Australians. Halstead Press, Sydney 1937 (englisch).
- 1939 – The Complete Adventures of Blinky Bill. Angus & Robertson, Sydney 1939 (englisch).
- 1940 – Blinky Bill Joins the Army. Angus & Robertson, Sydney 1940 (englisch).
- 1942 – A Tiny Story of Blinky Bill. Offset Printing Coy, Sydney 1942 (englisch).
- 1947 – Blinky Bill's ABC Book. Offset Printing, Sydney 1947 (englisch).

Quelle: Project Gutenberg Australia

Quelle: National Library of Australia